# Bactrododema wayi
Bactrododema wayi är en insektsart som beskrevs av Kirby 1902. Bactrododema wayi ingår i släktet Bactrododema och familjen Diapheromeridae. Inga underarter finns listade.